# Francesco Di Nicola
Francesco Di Nicola (Trapani, 27 ottobre 1923 – Xitta, 15 giugno 2015) è stato un politico italiano.
Iscritto al PSI dal 1944, già segretario della sezione del PSI di Xitta, segretario della Federazione Provinciale di Trapani, componente del Direttivo Provinciale e Regionale, è stato consigliere, assessore comunale e vice sindaco a Trapani. Eletto al Senato della Repubblica nel collegio di Trapani per tre legislature, è stato anche direttore della Cassa Rurale di Xitta. Ha sempre vissuto a Xitta, insieme alla moglie e ai figli.